# Candies (együttes)
A Candies egy japán pop trió.

## Diszkográfia  (Kislemezek)
Ezek a dalok vannak a Youtube-on.
énekes (közép-) : Sue (1,2,3,4) Ran (5,6,7,8,9,10,11,12,13,14,15,17,18) Miki (16)
|    | Cím                                                    | Év   |
| -- | ------------------------------------------------------ | ---- |
| 1  | Anata ni Muchū (あなたに夢中)                          | 1973 |
| 2  | Soyokaze no Kuchizuke (そよ風のくちづけ)               | 1974 |
| 3  | Abunai Doyōbi (危い土曜日)                             | 1974 |
| 4  | Namida no Kisetsu (なみだの季節)                       | 1974 |
| 5  | Toshishita no Otoko no Ko (年下の男の子)               | 1975 |
| 6  | Uchiki na Aitsu (内気なあいつ)                         | 1975 |
| 7  | Sono Ki ni Sasenaide (その気にさせないで)              | 1975 |
| 8  | Heart no Ace ga Detekonai (ハートのエースが出てこない) | 1975 |
| 9  | Haru Ichiban (春一番)                                  | 1976 |
| 10 | Natsu ga Kita! (夏が来た!)                             | 1976 |
| 11 | Heart Dorobō (ハート泥棒)                              | 1976 |
| 12 | Aishū no Symphony (哀愁のシンフォニー)                 | 1976 |
| 13 | Yasashii Akuma (やさしい悪魔)                          | 1977 |
| 14 | Shochū Omimai Mōshiagemasu (暑中お見舞い申し上げます)  | 1977 |
| 15 | Un Deux Trois (アン・ドゥ・トロワ)                     | 1977 |
| 16 | Wana (わな)                                            | 1977 |
| 17 | Hohoemi Gaeshi (微笑がえし)                            | 1978 |
| 18 | Tsubasa (つばさ)                                       | 1978 |

### Videó
|   | Cím                                   | üzemmód |
| - | ------------------------------------- | ------- |
| 1 | Candies Forever (1978 Final Carnival) | DVD     |
| 2 | Candies Treasure (1977-1978 Live)     | DVD     |
| 3 | Candies Treasure VOL.1 (1977 Live)    | Blu-ray |
| 4 | Candies Treasure VOL.2 (1977 Live)    | Blu-ray |
| 5 | Candies Treasure VOL.3 (1978 Live)    | Blu-ray |
| 6 | Candies Treasure VOL.4 (TV Live)      | Blu-ray |